# Gewone slijmprik
De slijmprik of gewone slijmprik (Myxine glutinosa) is een kaakloze vissensoort uit de familie van de slijmprikken (Myxinidae). De wetenschappelijke naam van de soort is gepubliceerd in 1758 door Linnaeus in de tiende editie van Systema naturae.

## Kenmerken
Deze dieren hebben een aalvormig lichaam met een vinzoom langs de staart. Ze hebben geen benig skelet. Door de rug loopt een kraakbeenstaaf, de zogenaamde chorda dorsalis. Ze kunnen tot 40 cm lang worden en dan tot 750 gram wegen.

## Leefwijze
Het zijn aaseters die vooral dode of stervende dieren eten. Vaak vreten ze ook vissen aan die in visnetten gevangen zitten. Voor de visser blijft dan alleen een leeg omhulsel met graten over.
Slijmprikken kunnen hun lichaam in een knoop leggen en de knoop van hun staart naar hun kop bewegen. Op deze manier kunnen ze kracht zetten om stukken vlees van hun prooien los te trekken. Ook doen ze het om het slijm van hun huid af te stropen. Hun kleverige slijmlaag dient vooral om vijanden af te schrikken.

## Verspreiding
Deze soort komt plaatselijk algemeen voor op de bodem van de Noord-Atlantische Oceaan en de Middellandse Zee, meestal op vrij grote diepte in zachte modder.